# Tintenpalast
Tintenpalast  je sjedište oba doma namibijske zakonodavne vlasti: namibijskog parlamenta i namibijske skupštine.
Nacionalni savjet Namibijskog smješten je u modernoj građevini, tzv. National Council Buildinga istočno od Tintenpalasta.

## Povijest zgrade i parkova
Tintenpalast je zgrada koja se nalazi sjeverno od Robert Mugabe Avenue, projektirao ju je njemački arhitekt Gottlieb Redecker a sagradila Firma Sander & Kock 1912. – 1913. od lokalnog materijala pod nadzorom njemačke vlade u Jugozapadnoj Africi, koja je u to vrijeme kolonizirala Namibiju. Građevina je inaugurirana 1. studenog 1913.
Tintenpalast predstavlja tipičan primjer samostojeće njemačke kolonijalne arhitekture. Aludirajući da će u zgradi biti pojačana potrošnja tinte, njemačko stanovništvo je podrugujući zgradu nazvalo Tintenpalast.
Zgrada je okružena tzv. Parlamentskim vrtovima koji su projektirani i zasađeni u periodu 1931. – 1934., i koji su vrlo popularni među stanovnicima glavnog grada. Na istočnom dijelu parkova nasuprot Tintenpalast postavljene su tri figure najvažnijih osoba iz namibijske povijesti, između njih i Hosea Kutako.

## Vanjske poveznice
- Tintenpalast na structurae.de